# Technical sergeant
Technical sergeant è un grado attualmente in uso nell'aeronautica militare americana; in precedenza, nelle forze armate statunitensi altre due qualifiche di grado, poi abolite, erano identificate come technical sergeant. Il sergente tecnico era il militare che si occupava delle predisposizioni tecniche dell'artiglieria, come mitragliatrici o mortai.

## Grado attuale - United States Air Force
Technical Sergeant, comunemente abbreviato in Tech Sergeant in forma colloquiale, è il sesto livello dei gradi da sottufficiale nell'USAF, con paga equivalente al grado E-6. Il grado precedente è Staff sergeant, mentre quello immediatamente successivo è Master sergeant.
Nell'ambito dell'aeronautica militare statunitense, la promozione al grado di Technical sergeant storicamente è il secondo avanzamento di carriera più difficile da ottenere (la promozione più dura da ottenere è quella a Senior master sergeant, stabilita con leggi federali), ed è il massimo grado a cui possono ambire molti dei sottufficiali di carriera. Un militare deve aver rivestito il grado di Staff sergeant per almeno 23 mesi per entrare in graduatoria per l'avanzamento, anche se poi, generalmente, la promozione a Technical sergeant viene ottenuta non prima di 10-12 anni di servizio.
Durante la preparazione per l'avanzamento al successivo grado di  Master sergeant, il Technical sergeant è impiegato principalmente in compiti addestrativi, nei confronti del personale di più recente arruolamento.
Distintivi di grado di sergente dello US Air Force
| Codice USA | E-10 | E-9                                                                            | E-9                                                    | E-9                                        | E-9                                        | E-8                                                  | E-8                                                  | E-7                              | E-7                              | E-6                                   | E-5                              |
| Codice NATO | OR-9 | OR-9                                                                           | OR-9                                                   | OR-9                                       | OR-9                                       | OR-8                                                 | OR-8                                                 | OR-7                             | OR-7                             | OR-6                                  | OR-5                             |
| --- | --- | ------------------------------------------------------------------------------ | ------------------------------------------------------ | ------------------------------------------ | ------------------------------------------ | ---------------------------------------------------- | ---------------------------------------------------- | -------------------------------- | -------------------------------- | ------------------------------------- | -------------------------------- |
| Distintivo di grado | |                                                                                |                                                        |                                            |                                            |                                                      |                                                      |                                  |                                  |                                       |                                  |
| Grado | Senior Enlisted Advisor to the Chairman (Sottufficiale consigliere del Capo dello stato maggiore congiunto) | Chief master sergeant of the Air Force (sergente maggiore capo dell'Aviazione) | Command chief master sergeant (Sergente maggiore capo) | Chief master sergeant1 (Sergente maggiore) | Chief master sergeant1 (Sergente maggiore) | Senior master sergeant1 (sergente capo di 1ª classe) | Senior master sergeant1 (sergente capo di 1ª classe) | Master sergeant1 (sergente capo) | Master sergeant1 (sergente capo) | Technical sergeant (sergente tecnico) | Staff sergeant (sergente scelto) |
| Abbreviazione | SEAC | CMSAF                                                                          | CCM                                                    | CMSgt                                      | CMSgt                                      | SMSgt                                                | SMSgt                                                | MSgt                             | MSgt                             | TSgt                                  | SSgt                             |
| 1 I gradi di Master sergeant, Senior master sergeant, Chief master sergeant presentano anche una versione First sergeant (primo sergente), segnalata da un rombo al centro dello stemma. Non è un grado a sé stante, ma contraddistingue i sottufficiali a cui sono assegnati addizionali compiti e responsabilità. | |                                                                                |                                                        |                                            |                                            |                                                      |                                                      |                                  |                                  |                                       |                                  |

## Grado nell'United States Marine Corp
In precedenza, Technical sergeant è stato un grado nel Corpo dei Marine, fino all'anno 1958; dal 1941 al 1946 il grado corrispondeva, nel sistema gerarchico delle forze armate statunitensi, al livello 2 dei sottufficiali, equivalente al grado di Gunnery sergeant ed altri gradi tecnici con i quali condivideva anche l'insegna.
Dal 1947 al 1958, il grado venne riclassificato come E-6, rimanendo l'unico grado corrispondente a tale livello nelle forze armate statunitensi. Il grado venne infine denominato Gunnery sergeant ed innalzato al livello E-7 dopo la riorganizzazione avvenuta nel 1959.

## Tabella dei gradi nelloU.S. Armydal 1920 al 1942
| 1º grado        | 2º grado       | 2º grado           | 3º grado       | 4º grado | 5º grado | 6º grado                         | 7º grado          |
| --------------- | -------------- | ------------------ | -------------- | -------- | -------- | -------------------------------- | ----------------- |
|                 |                |                    |                |          |          |                                  | (nessuna insegna) |
| Master Sergeant | First sergeant | Technical sergeant | Staff sergeant | Sergeant | Corporal | Private First Class / Specialist | Private           |
| M/Sgt.          | 1st Sgt.       | T/Sgt.             | S/Sgt.         | Sgt.     | Cpl.     | Pfc.                             | Pvt.              |

## Tabella dei gradi nelloU.S. Armydal 1942 al 1948
| 1º grado       | 1º grado        | 2º grado           | 3º grado       | 3º grado               | 4º grado | 4º grado                | 5º grado | 5º grado               | 6º grado            | 7º grado          |
| -------------- | --------------- | ------------------ | -------------- | ---------------------- | -------- | ----------------------- | -------- | ---------------------- | ------------------- | ----------------- |
|                |                 |                    |                |                        |          |                         |          |                        |                     | (nessuna insegna) |
| First sergeant | Master sergeant | Technical sergeant | Staff sergeant | Technician Third Grade | Sergeant | Technician Fourth Grade | Caporale | Technician Fifth Grade | Private first class | Private           |
| 1st Sgt.       | M/Sgt.          | T/Sgt.             | S/Sgt.         | T/3.                   | Sgt.     | T/4.                    | Cpl.     | T/5.                   | Pfc.                | Pvt.              |